# Istjeznuvsjaja imperija
Istjeznuvsjaja imperija (russisk: Исчезнувшая империя) er en russisk spillefilm fra 2008 af Karen Sjakhnazarov.

## Medvirkende
- Aleksandr Ljapin som Sergej Narbekov
- Lidija Miljuzina som Ljuda Beletskaja
- Jegor Baranovskij som Stepan Molodtsov
- Ivan Kuprejenko som Kostja Denisov
- Armen Dzhigarkhanyan